# Mediaplanet
Mediaplanet Sverige AB är ett svenskt medieföretag inom content marketing. Moderbolaget Mediaplanet International AB bytte namn till Caybon International AB den 7 april 2021.
Bolaget grundades 2002 av entreprenörerna Rustan Panday och Richard Båge och har kontor i 15 länder och omsatte år 2023 111 miljoner kronor. Mediaplanet producerar och distribuerar content marketing-kampanjer i partnerskap med tidningar samt via egna temaanpassade sajter. 
I februari 2024 blev är Mimmi Holm VD för Mediaplanets internationella verksamhet.  
I koncernen ingår även Content Marketing-byrån Appelberg Publishing AB som förvärvades i december 2014, N365 Group som förvärvades under augusti 2017 samt Splay One som förvärvades under april 2021. 
Efter att Mediaplanet genomförde ett antal förvärv valde Mediaplanet att byta namn på koncernbolaget till Caybon under april 2021.
Priveq Investment blev i augusti 2016 majoritetsägare.